# Futbol Club Barcelona 2015-2016
Questa voce raccoglie le informazioni riguardanti il Futbol Club Barcelona nelle competizioni ufficiali della stagione 2015-2016.

## Stagione
La stagione 2015-2016 inizia con una vittoria in Supercoppa UEFA contro il Siviglia (5-4 dopo i tempi supplementari) ma riserva un'amarezza in Supercoppa di Spagna. Dopo aver subito un sonoro 4-0 nella partita di andata in casa dell'Athletic Bilbao, nel ritorno al Camp Nou i blaugrana non vanno oltre il pareggio per 1-1. Il 21 novembre 2015, alla dodicesima giornata, è in programma il primo Clásico stagionale: il Barcellona espugna il Santiago Bernabéu con un perentorio 4-0 (doppietta di Suárez, Neymar e Iniesta). Il trionfo conseguito nella capitale risulterà poi decisivo per la conquista del campionato. Nella Coppa del mondo per club, a dicembre, il Barcellona batte per 3-0 i cinesi del Guangzhou Evergrande e guadagna l'accesso alla finale contro gli argentini del River Plate. Il 20 dicembre 2015 i blaugrana vincono per 3-0 e si laureano campioni del mondo per la terza volta nella loro storia. L'avventura in Champions League si interrompe ai quarti di finale, ancora per mano dell'Atlético Madrid, che aveva già eliminato il club catalano nel 2014. Dopo il successo per 2-1 ottenuto al Camp Nou, il Barcellona perde per 2-0 al Vicente Calderon nella gara di ritorno. Il 14 maggio 2016, con un successo esterno per 3-0 sul Granada, il Barcellona si conferma campione di Spagna, mettendo in bacheca il suo 24º titolo nazionale. Fondamentale per la vittoria finale è l'apporto del trio Messi-Suárez-Neymar, che realizza 90 dei 112 gol messi a segno in campionato (Suárez 40, Messi 26, Neymar 24). L'attaccante uruguaiano, oltre ad essersi aggiudicato il Pichichi, ha anche conseguito per la seconda volta nella sua carriera la Scarpa d'oro. A fine stagione la MSN metterà a segno 131 reti con la maglia del Barcellona in tutte le competizioni. Il 22 maggio il Barcellona centra dopo sette anni il doblete, l'accoppiata titolo-coppa nazionale, mettendo in bacheca la sua 28ª Coppa del Re grazie al successo in finale a Madrid contro il Siviglia per 2-0 dopo i tempi supplementari, con reti di Jordi Alba e Neymar.

## Maglie e sponsor
Il fornitore tecnico è Nike, mentre lo sponsor ufficiale è Qatar Airways. La divisa casalinga viene in questa stagione fortemente rivoluzionata per via del ricorso a una maglia, per la prima volta, a righe orizzontali blaugrana al posto delle canoniche verticali; il tutto è abbinato a calzoncini rossi e calzettoni blaugrana. La divisa da trasferta è gialla e, nella parte posteriore, presenta delle strisce rosse verticali che richiamano la bandiera della Catalogna. La terza maglia è tutta azzurra con sfumature nere sulle maniche e nella parte inferiore dei pantaloncini.
| Casa | Trasferta | Terza maglia |

## Organigramma societario
Area direttiva
- Presidente: Josep Maria Bartomeu

Area tecnica
- Direttore sportivo:
- Allenatore: Luis Enrique
- Allenatore in seconda: Robert Moreno, Juan Carlos Unzué
- Collaboratore tecnico: Joan Barbarà
- Preparatore atletico: Rafa Pol
- Preparatore dei portieri:José Ramón de la Fuente

## Rosa
Rosa, numerazione e ruoli, tratti dal sito ufficiale, sono aggiornati al 6 gennaio 2016.
| N. |                      | Ruolo | Calciatore                   |
| -- | -------------------- | ----- | ---------------------------- |
| 1  | Germania (bandiera)  | P     | Marc-André ter Stegen        |
| 2  | Brasile (bandiera)   | D     | Douglas                      |
| 3  | Spagna (bandiera)    | D     | Gerard Piqué                 |
| 4  | Croazia (bandiera)   | C     | Ivan Rakitić                 |
| 5  | Spagna (bandiera)    | C     | Sergio Busquets              |
| 6  | Brasile (bandiera)   | D     | Dani Alves                   |
| 7  | Turchia (bandiera)   | C     | Arda Turan                   |
| 8  | Spagna (bandiera)    | C     | Andrés Iniesta (capitano)    |
| 9  | Uruguay (bandiera)   | A     | Luis Suárez                  |
| 10 | Argentina (bandiera) | A     | Lionel Messi (vice capitano) |
| 11 | Brasile (bandiera)   | A     | Neymar                       |
| 12 | Brasile (bandiera)   | C     | Rafinha                      |

| N. |                      | Ruolo | Calciatore        |
| -- | -------------------- | ----- | ----------------- |
| 13 | Cile (bandiera)      | P     | Claudio Bravo     |
| 14 | Argentina (bandiera) | C     | Javier Mascherano |
| 15 | Spagna (bandiera)    | D     | Marc Bartra       |
| 17 | Spagna (bandiera)    | A     | Munir             |
| 18 | Spagna (bandiera)    | D     | Jordi Alba        |
| 19 | Spagna (bandiera)    | A     | Sandro Ramírez    |
| 20 | Spagna (bandiera)    | C     | Sergi Roberto     |
| 21 | Brasile (bandiera)   | D     | Adriano           |
| 22 | Spagna (bandiera)    | C     | Aleix Vidal       |
| 23 | Belgio (bandiera)    | D     | Thomas Vermaelen  |
| 24 | Francia (bandiera)   | C     | Jérémy Mathieu    |
| 25 | Spagna (bandiera)    | P     | Jordi Masip       |

## Calciomercato

### Sessione estiva
Trasferimenti della sessione estiva.
| Acquisti | Acquisti        | Acquisti        | Acquisti              |
| R.       | Nome            | da              | Modalità              |
| -------- | --------------- | --------------- | --------------------- |
| D        | Aleix Vidal     | Siviglia        | definitivo (17 mln €) |
| C        | Arda Turan      | Atlético Madrid | definitivo (34 mln €) |
| C        | Ibrahim Afellay | Olympiacos      | fine prestito         |
| C        | Gerard Deulofeu | Siviglia        | fine prestito         |
| C        | Alexandre Song  | West Ham Utd    | fine prestito         |
| C        | Denis Suárez    | Siviglia        | fine prestito         |

| Cessioni | Cessioni        | Cessioni       | Cessioni                                           |
| R.       | Nome            | a              | Modalità                                           |
| -------- | --------------- | -------------- | -------------------------------------------------- |
| D        | Martín Montoya  | Inter          | prestito oneroso (1 mln €) con obbligo di riscatto |
| C        | Ibrahim Afellay | -              | svincolato                                         |
| C        | Gerard Deulofeu | Everton        | definitivo (6 mln €)                               |
| C        | Alen Halilović  | Sporting Gijón | prestito                                           |
| C        | Xavi            | -              | svincolato                                         |
| C        | Alexandre Song  | West Ham Utd   | prestito                                           |
| C        | Denis Suárez    | Villarreal     | definitivo (4 mln €)                               |
| C        | Adama Traoré    | Aston Villa    | definitivo (10 mln €)                              |
| A        | Pedro           | Chelsea        | definitivo (27 mln €)                              |

### Sessione invernale
| Acquisti | Acquisti       | Acquisti | Acquisti      |
| R.       | Nome           | da       | Modalità      |
| -------- | -------------- | -------- | ------------- |
| D        | Martín Montoya | Inter    | fine prestito |
| A        | Cristian Tello | Porto    | fine prestito |

| Cessioni | Cessioni       | Cessioni   | Cessioni |
| R.       | Nome           | a          | Modalità |
| -------- | -------------- | ---------- | -------- |
| D        | Martín Montoya | Real Betis | prestito |
| A        | Cristian Tello | Fiorentina | prestito |

## Risultati

### Primera División

#### Girone d'andata
| Arbitro: | Carlos del Cerro Grande (Comitato madrileno) |

|  |           |            |
|  | Marcatori | 54’ Suárez |

| Arbitro: | Santiago Jaime Latre (Comitato aragonese) |

|               |           |  |
| Vermaelen 73’ | Marcatori |  |

| Arbitro: | Mateu Lahoz (Comitato valenzano) |

|            |           |                      |
| Torres 51’ | Marcatori | 54’ Neymar 77’ Messi |

| Arbitro: | Fernandez Borbalan (Comitato andaluso) |

|                                             |           |               |
| Bartra 50’ Neymar 56’ Messi 60’ (rig.), 89’ | Marcatori | 66’ Casadesús |

| Arbitro: | Undiano Mallenco (Comitato navarro) |

|                                        |           |            |
| Nolito 26’ Aspas 30’, 56’ Guidetti 83’ | Marcatori | 80’ Neymar |

| Arbitro: | Ricardo de Burgos Bengoetxea (Comitato basco) |

|                 |           |           |
| Suárez 24’, 53’ | Marcatori | 87’ Viera |

| Arbitro: | Jesús Gil Manzano (Comitato estremegno) |

|                            |           |                   |
| Krohn-Dehli 52’ Iborra 57’ | Marcatori | 73’ (rig.) Neymar |

| Arbitro: | Pedro Jesús Pérez Montero (Comitato andaluso) |

|                                                    |           |                             |
| Neymar 21’ (rig.), 32’ (rig.), 68’, 70’ Suárez 76’ | Marcatori | 15’ Javi Guerra 85’ Jozabed |

| Arbitro: | Carlos del Cerro Grande (Comitato madrileno) |

|                      |           |             |
| Suárez 21’, 47’, 84’ | Marcatori | 9’ González |

| Arbitro: | Juan Martínez Munuera (Comitato valenzano) |

|  |           |                       |
|  | Marcatori | 36’ Suárez 57’ Neymar |

| Arbitro: | Clos Gomez (Comitato aragonese) |

|                                   |           |  |
| Neymar 59’, 84’ Suárez 70’ (rig.) | Marcatori |  |

| Arbitro: | Fernandez Borbalan (Comitato andaluso) |

|  |           |                                        |
|  | Marcatori | 11’, 74’ Suárez 39’ Neymar 53’ Iniesta |

| Arbitro: | Ignacio Iglesias Villanueva (Comitato galiziano) |

|                                        |           |  |
| Neymar 22’, 53’ Suárez 41’ Messi 90+1’ | Marcatori |  |

| Arbitro: | Santiago Jaime Latre (Comitato aragonese) |

|                |           |            |
| Santi Mina 86’ | Marcatori | 58’ Suárez |

| Arbitro: | José María Sánchez Martínez (Comitato murciano) |

|                       |           |                                 |
| Messi 37’ Rakitić 61’ | Marcatori | 76’ Lucas Pérez 85’ Bergantiños |

| Arbitro: | Ricardo de Burgos Bengoetxea (Comitato basco) |

|            |           |                           |
| Castro 27’ | Marcatori | 24’, 30’ Messi 66’ Suárez |

| Arbitro: | Iñaki Vicandi Garrido (Comitato basco) |

|                                                 |           |  |
| Westermann 28’ (aut.) Messi 33’ Suárez 46’, 83’ | Marcatori |  |

| Barcellona 2 gennaio 2016, ore 16.00 CET 18ª giornata | Espanyol                                                  | 0 – 0 referto | Barcellona | Cornellà-El Prat (40.500 spett.)\| Arbitro: \| José Luis González González (Comitato castiglianoleonese) \| |
| Arbitro:                                              | José Luis González González (Comitato castiglianoleonese) |               |            | |

| Arbitro: | Velasco Carballo (Comitato madrileno) |

|                               |           |  |
| Messi 7’, 14’, 57’ Neymar 82’ | Marcatori |  |

#### Girone di ritorno
| Arbitro: | Mateu Lahoz (Comitato valenzano) |

|                                                             |           |  |
| Messi 5’ (rig.) Neymar 31’ Suárez 47’, 68’, 81’ Rakitić 60’ | Marcatori |  |

| Arbitro: | Clos Gomez (Comitato aragonese) |

|          |           |                    |
| Añor 31’ | Marcatori | 1’ Munir 51’ Messi |

| Arbitro: | Undiano Mallenco (Comitato navarro) |

|                      |           |          |
| Messi 30’ Suárez 38’ | Marcatori | 10’ Koke |

| Arbitro: | Pedro Jesús Pérez Montero (Comitato andaluso) |

|  |           |                               |
|  | Marcatori | 21’ (aut.) Navarro 89’ Suárez |

| Arbitro: | Alejandro José Hernández Hernández (Comitato di Las Palmas) |

|                                                       |           |                     |
| Messi 27’ Suárez 58’, 75’, 81’ Rakitić 85’ Neymar 89’ | Marcatori | 39’ (rig.) Guidetti |

| Arbitro: | Carlos del Cerro Grande (Comitato madrileno) |

|                  |           |                      |
| Willian José 10’ | Marcatori | 6’ Suárez 38’ Neymar |

| Arbitro: | Santiago Jaime Latre (Comitato aragonese) |

|                     |           |            |
| Messi 30’ Piqué 47’ | Marcatori | 19’ Vitolo |

| Arbitro: | Iñaki Vicandi Garrido (Comitato basco) |

|             |           |                                           |
| Manucho 56’ | Marcatori | 21’ Rakitić 23’, 53’, 72’ Messi 85’ Turan |

| Arbitro: | Undiano Mallenco (Comitato navarro) |

|  |           |                                    |
|  | Marcatori | 7’ Munir 41’, 75’ Messi 84’ Suárez |

| Arbitro: | Pedro Jesus Perez Montero (Comitato andaluso) |

|                                                                   |           |  |
| Rodríguez 8’ (aut.) Munir 19’ Neymar 31’, 50’ Messi 40’ Turan 56’ | Marcatori |  |

| Arbitro: | José María Sánchez Martínez (Comitato murciano) |

|                                |           |                               |
| Bakambu 56’ Mathieu 62’ (aut.) | Marcatori | 19’ Rakitić 40’ (rig.) Neymar |

| Arbitro: | Alejandro José Hernández Hernández (Comitato di Las Palmas) |

|           |           |                         |
| Piqué 55’ | Marcatori | 62’ Benzema 85’ Ronaldo |

| Arbitro: | Ignacio Iglesias Villanueva (Comitato galiziano) |

|              |           |  |
| Oyarzabal 5’ | Marcatori |  |

| Arbitro: | Fernandez Borbalan (Comitato andaluso) |

|           |           |                                   |
| Messi 63’ | Marcatori | 26’ (aut.) Rakitić 44’ Santi Mina |

| Arbitro: | Ricardo de Burgos Bengoetxea (Comitato basco) |

|  |           |                                                                       |
|  | Marcatori | 10’, 23’, 52’, 63’ Suárez 46’ Rakitić 72’ Messi 78’ Bartra 80’ Neymar |

| Arbitro: | Clos Gomez (Comitato aragonese) |

|                                                                     |           |  |
| Messi 12’ Suárez 64’, 74’ (rig.), 76’ (rig.), 88’ Neymar 85’ (rig.) | Marcatori |  |

| Arbitro: | Mateu Lahoz (Comitato valenzano) |

|  |           |                        |
|  | Marcatori | 49’ Rakitić 80’ Suárez |

| Arbitro: | Jesús Gil Manzano (Comitato estremegno) |

|                                                 |           |  |
| Messi 7’ Suárez 52’, 61’ Rafinha 73’ Neymar 82’ | Marcatori |  |

| Arbitro: | Alejandro José Hernández Hernández (Comitato di Las Palmas) |

|  |           |                      |
|  | Marcatori | 22’, 38’, 86’ Suárez |

### Coppa del Re
| Villanueva de la Serena 28 ottobre 2015, ore 20:30 CET Sedicesimi di finale - Andata | Villanovense                               | 0 – 0 referto | Barcellona | Romero Cuerda (10.500 spett.)\| Arbitro: \| Eduardo Prieto Iglesias (Comitato navarro) \| |
| Arbitro:                                                                             | Eduardo Prieto Iglesias (Comitato navarro) |               |            |                                                                                           |

| Arbitro: | Pedro Jesús Pérez Montero (Comitato andaluso) |

|                                                   |           |              |
| Dani Alves 4’ Sandro 21’, 31’, 69’ Munir 51’, 76’ | Marcatori | 29’ Juanfran |

| Arbitro: | Juan Martínez Munuera (Comunità Valenzana) |

|                                     |           |            |
| Messi 12’, 43’ Piqué 48’ Neymar 88’ | Marcatori | 9’ Caicedo |

| Arbitro: | Fernandez Borbalan (Comitato andaluso) |

|  |           |                |
|  | Marcatori | 31’, 87’ Munir |

| Arbitro: | José Luis González González (Comitato castiglianoleonese) |

|            |           |                      |
| Aduriz 88’ | Marcatori | 17’ Munir 24’ Neymar |

| Arbitro: | Alejandro José Hernández Hernández (Comitato di Las Palmas) |

|                                 |           |              |
| Suárez 53’ Piqué 81’ Neymar 89’ | Marcatori | 12’ Williams |

| Arbitro: | Ignacio Iglesias Villanueva (Comitato galiziano) |

|                                              |           |  |
| Suárez 6’, 11’, 82’, 87’ Messi 28’, 58’, 73’ | Marcatori |  |

| Arbitro: | Velasco Carballo (Comitato madrileno) |

|             |           |             |
| Negredo 38’ | Marcatori | 83’ Kaptoum |

| Arbitro: | Carlos del Cerro Grande (Comitato madrileno) |

|                            |           |  |
| Jordi Alba 97’ Neymar 119’ | Marcatori |  |

### UEFA Champions League

#### Fase a gironi
| Arbitro: | Kuipers |

|              |           |            |
| Florenzi 31’ | Marcatori | 21’ Suárez |

| Arbitro: | Atkinson |

|                              |           |                  |
| Sergi Roberto 80’ Suárez 82’ | Marcatori | 22’ Papadopoulos |

| Arbitro: | de Sousa |

|  |           |                  |
|  | Marcatori | 48’, 64’ Rakitić |

| Arbitro: | Vad |

|                                   |           |  |
| Neymar 30’ (rig.), 83’ Suárez 60’ | Marcatori |  |

| Arbitro: | Cakir |

|                                                      |           |              |
| Suárez 15’, 44’ Messi 18’, 60’ Piqué 56’ Adriano 77’ | Marcatori | 90'+1’ Džeko |

| Arbitro: | Clattenburg |

|               |           |           |
| Hernández 23’ | Marcatori | 20’ Messi |

#### Fase a eliminazione diretta
| Arbitro: | Cakir |

|  |           |                       |
|  | Marcatori | 72’, 83’ (rig.) Messi |

| Arbitro: | Karasëv |

|                                 |           |             |
| Neymar 18’ Suárez 65’ Messi 88’ | Marcatori | 51’ El Neny |

| Arbitro: | Brych |

|                 |           |            |
| Suárez 63’, 74’ | Marcatori | 25’ Torres |

| Arbitro: | Rizzoli |

|                           |           |  |
| Griezmann 36’, 88’ (rig.) | Marcatori |  |

### Supercoppa di Spagna
| Arbitro: | González González |

|                                          |           |  |
| San José 13’ Aduriz 53’, 60’, 67’ (rig.) | Marcatori |  |

| Arbitro: | Velasco Carballo |

|           |           |            |
| Messi 43’ | Marcatori | 73’ Aduriz |

### Supercoppa UEFA
| Arbitro: | Collum |

|                                                 |           |                                                        |
| Messi 7’, 16’ Rafinha 44’ Suárez 52’ Pedro 115’ | Marcatori | 3’ Banega 57’ Reyes 72’ (rig.) Gameiro 81’ Konopljanka |

### Coppa del mondo per club FIFA
| Arbitro: | Aguilar |

|  |           |                             |
|  | Marcatori | 39’, 50’, 67’ (rig.) Suárez |

| Arbitro: | Faghani |

|  |           |                           |
|  | Marcatori | 36’ Messi 49’, 68’ Suárez |

## Statistiche

### Statistiche di squadra
| Competizione                  | Punti | In casa | In casa | In casa | In casa | In casa | In casa | In trasferta | In trasferta | In trasferta | In trasferta | In trasferta | In trasferta | Totale | Totale | Totale | Totale | Totale | Totale | D.R  |
| Competizione                  | Punti | G       | V       | N       | P       | Gf      | Gs      | G            | V            | N            | P            | Gf           | Gs           | G      | V      | N      | P      | Gf     | Gs     | D.R  |
| ----------------------------- | ----- | ------- | ------- | ------- | ------- | ------- | ------- | ------------ | ------------ | ------------ | ------------ | ------------ | ------------ | ------ | ------ | ------ | ------ | ------ | ------ | ---- |
| Liga BBVA                     | 91    | 19      | 16      | 1       | 2       | 67      | 14      | 19           | 13           | 3            | 3            | 45           | 15           | 38     | 29     | 4      | 5      | 112    | 29     | +83  |
| Coppa del Re                  | -     | 4       | 4       | 0       | 0       | 20      | 3       | 5            | 3            | 2            | 0            | 7            | 2            | 9      | 7      | 2      | 0      | 27     | 5      | +22  |
| Supercoppa di Spagna          | -     | 1       | 0       | 1       | 0       | 1       | 1       | 1            | 0            | 0            | 1            | 0            | 4            | 2      | 0      | 1      | 1      | 1      | 5      | -4   |
| Champions League              | 14    | 5       | 5       | 0       | 0       | 16      | 4       | 5            | 2            | 2            | 1            | 6            | 4            | 10     | 7      | 2      | 1      | 22     | 8      | +14  |
| Supercoppa UEFA               | -     | -       | -       | -       | -       | -       | -       | 1            | 1            | 0            | 0            | 5            | 4            | 1      | 1      | 0      | 0      | 5      | 4      | +1   |
| Coppa del mondo per club FIFA | -     | -       | -       | -       | -       | -       | -       | 2            | 2            | 0            | 0            | 6            | 0            | 2      | 2      | 0      | 0      | 6      | 0      | +6   |
| Totale                        | -     | 29      | 25      | 2       | 2       | 104     | 22      | 33           | 21           | 7            | 5            | 69           | 29           | 62     | 46     | 9      | 7      | 173    | 51     | +122 |

### Andamento in campionato
| Giornata  | 1 | 2 | 3 | 4 | 5 | 6 | 7 | 8 | 9 | 10 | 11 | 12 | 13 | 14 | 15 | 16 | 17 | 18 | 19 | 20 | 21 | 22 | 23 | 24 | 25 | 26 | 27 | 28 | 29 | 30 | 31 | 32 | 33 | 34 | 35 | 36 | 37 | 38 |
| --------- | - | - | - | - | - | - | - | - | - | -- | -- | -- | -- | -- | -- | -- | -- | -- | -- | -- | -- | -- | -- | -- | -- | -- | -- | -- | -- | -- | -- | -- | -- | -- | -- | -- | -- | -- |
| Luogo     | T | C | T | C | T | C | T | C | C | T  | C  | T  | C  | T  | C  | T  | C  | T  | C  | C  | T  | C  | T  | C  | T  | C  | T  | T  | C  | T  | C  | T  | C  | T  | C  | T  | C  | T  |
| Risultato | V | V | V | V | P | V | P | V | V | V  | V  | V  | V  | N  | N  | V  | V  | N  | V  | V  | V  | V  | V  | V  | V  | V  | V  | V  | V  | N  | P  | P  | P  | V  | V  | V  | V  | V  |
| Posizione | 1 | 1 | 1 | 1 | 2 | 2 | 4 | 2 | 2 | 2  | 1  | 1  | 1  | 1  | 1  | 1  | 1  | 2  | 2  | 2  | 1  | 1  | 1  | 1  | 1  | 1  | 1  | 1  | 1  | 1  | 1  | 1  | 1  | 1  | 1  | 1  | 1  | 1  |

Fonte:  Liga – Classifiche, su sport.sky.it, sport.sky.it. URL consultato il 28 settembre 2015 (archiviato dall'url originale l'8 ottobre 2015).
Legenda:

Luogo: C = Casa; T = Trasferta. Risultato: V = Vittoria; N = Pareggio; P = Sconfitta.

### Statistiche dei giocatori
In corsivo i giocatori che hanno lasciato la squadra a stagione già iniziata.
| Giocatore        | Primera División | Primera División | Primera División | Primera División | Coppa di Spagna | Coppa di Spagna | Coppa di Spagna | Coppa di Spagna | Champions League | Champions League | Champions League | Champions League | Altre competizioni | Altre competizioni | Altre competizioni | Altre competizioni | Totale   | Totale | Totale      | Totale     |
| Giocatore        | Presenze         | Reti             | Ammonizioni      | Espulsioni       | Presenze        | Reti            | Ammonizioni     | Espulsioni      | Presenze         | Reti             | Ammonizioni      | Espulsioni       | Presenze           | Reti               | Ammonizioni        | Espulsioni         | Presenze | Reti   | Ammonizioni | Espulsioni |
| ---------------- | ---------------- | ---------------- | ---------------- | ---------------- | --------------- | --------------- | --------------- | --------------- | ---------------- | ---------------- | ---------------- | ---------------- | ------------------ | ------------------ | ------------------ | ------------------ | -------- | ------ | ----------- | ---------- |
| Adriano          | 8                | 0                | 0                | 0                | 6               | 0               | 1               | 0               | 3                | 1                | 0                | 0                | 2                  | 0                  | 0                  | 0                  | 19       | 1      | 1           | 0          |
| J. Alba          | 31               | 0                | 2                | 0                | 3               | 1               | 1               | 0               | 9                | 0                | 1                | 0                | 2                  | 0                  | 1                  | 0                  | 45       | 1      | 5           | 0          |
| D. Alves         | 29               | 0                | 6                | 0                | 6               | 1               | 2               | 0               | 8                | 0                | 3                | 0                | 5                  | 0                  | 2                  | 0                  | 48       | 1      | 13          | 0          |
| M. Bartra        | 13               | 2                | 0                | 0                | 5               | 0               | 0               | 0               | 4                | 0                | 1                | 0                | 2                  | 0                  | 0                  | 0                  | 24       | 2      | 1           | 0          |
| C. Bravo         | 32               | -22              | 0                | 0                | 0               | -0              | 0               | 0               | 0                | -0               | 0                | 0                | 3                  | -1                 | 0                  | 0                  | 35       | -23    | 0           | 0          |
| S. Busquets      | 35               | 0                | 6                | 0                | 5               | 0               | 0               | 0               | 9                | 0                | 2                | 0                | 4                  | 0                  | 1                  | 0                  | 53       | 0      | 9           | 0          |
| J. Cámara        | 0                | 0                | 0                | 0                | 1               | 0               | 0               | 0               | 1                | 0                | 0                | 0                | 0                  | 0                  | 0                  | 0                  | 2        | 0      | 0           | 0          |
| A. Cantalapiedra | 0                | 0                | 0                | 0                | 2               | 0               | 0               | 0               | 0                | 0                | 0                | 0                | 0                  | 0                  | 0                  | 0                  | 2        | 0      | 0           | 0          |
| Douglas          | 1                | 0                | 0                | 0                | 2               | 0               | 0               | 0               | 0                | 0                | 0                | 0                | 0                  | 0                  | 0                  | 0                  | 3        | 0      | 0           | 0          |
| M. El Haddadi    | 15               | 3                | 0                | 0                | 5               | 5               | 1               | 0               | 4                | 0                | 0                | 0                | 2                  | 0                  | 0                  | 0                  | 26       | 8      | 1           | 0          |
| G. Gumbau        | 3                | 0                | 0                | 0                | 2               | 0               | 1               | 0               | 3                | 0                | 2                | 0                | 0                  | 0                  | 0                  | 0                  | 8        | 0      | 3           | 0          |
| A. Iniesta       | 28               | 1                | 2                | 0                | 4               | 0               | 3               | 0               | 7                | 0                | 1                | 0                | 5                  | 0                  | 1                  | 0                  | 44       | 1      | 7           | 0          |
| W. Kaptoum       | 0                | 0                | 0                | 0                | 2               | 1               | 0               | 0               | 1                | 0                | 0                | 0                | 0                  | 0                  | 0                  | 0                  | 3        | 1      | 0           | 0          |
| J. Mascherano    | 32               | 0                | 8                | 1                | 6               | 0               | 2               | 1               | 8                | 0                | 2                | 0                | 5                  | 0                  | 1                  | 0                  | 51       | 0      | 13          | 2          |
| J. Masip         | 0                | -0               | 0                | 0                | 2               | -1              | 0               | 0               | 0                | -0               | 0                | 0                | 0                  | -0                 | 0                  | 0                  | 2        | -1     | 0           | 0          |
| J. Mathieu       | 21               | 0                | 2                | 0                | 7               | 0               | 0               | 0               | 3                | 0                | 0                | 0                | 3                  | 0                  | 1                  | 0                  | 34       | 0      | 3           | 0          |
| L. Messi         | 33               | 26               | 3                | 0                | 5               | 5               | 1               | 0               | 7                | 6                | 1                | 0                | 4                  | 4                  | 0                  | 0                  | 49       | 41     | 5           | 0          |
| Neymar           | 34               | 24               | 5                | 0                | 5               | 4               | 2               | 0               | 9                | 3                | 2                | 0                | 1                  | 0                  | 1                  | 0                  | 49       | 31     | 10          | 0          |
| Pedro            | 0                | 0                | 0                | 0                | 0               | 0               | 0               | 0               | 0                | 0                | 0                | 0                | 3                  | 1                  | 3                  | 0                  | 3        | 1      | 3           | 0          |
| G. Piqué         | 30               | 2                | 12               | 0                | 5               | 2               | 2               | 0               | 7                | 1                | 3                | 0                | 4                  | 0                  | 0                  | 1                  | 46       | 5      | 17          | 1          |
| Rafinha          | 6                | 1                | 0                | 0                | 1               | 0               | 0               | 0               | 2                | 0                | 0                | 0                | 2                  | 1                  | 0                  | 0                  | 11       | 2      | 0           | 0          |
| I. Rakitić       | 36               | 7                | 3                | 0                | 6               | 0               | 1               | 0               | 10               | 2                | 1                | 0                | 5                  | 0                  | 1                  | 0                  | 57       | 9      | 6           | 0          |
| S. Samper        | 1                | 0                | 0                | 0                | 3               | 0               | 1               | 0               | 2                | 0                | 0                | 0                | 1                  | 0                  | 0                  | 0                  | 7        | 0      | 1           | 0          |
| S. Roberto       | 31               | 0                | 1                | 0                | 6               | 0               | 0               | 0               | 8                | 1                | 0                | 0                | 4                  | 0                  | 1                  | 0                  | 49       | 1      | 2           | 0          |
| Sandro           | 10               | 0                | 0                | 0                | 4               | 3               | 0               | 0               | 3                | 0                | 0                | 0                | 3                  | 0                  | 0                  | 0                  | 20       | 3      | 0           | 0          |
| A. Song          | 0                | 0                | 0                | 0                | 0               | 0               | 0               | 0               | 0                | 0                | 0                | 0                | 0                  | 0                  | 0                  | 0                  | 0        | 0      | 0           | 0          |
| L. Suárez        | 35               | 40               | 6                | 0                | 4               | 5               | 2               | 0               | 9                | 8                | 2                | 0                | 5                  | 6                  | 0                  | 0                  | 53       | 59     | 10          | 0          |
| M. ter Stegen    | 7                | -7               | 0                | 0                | 7               | -4              | 0               | 0               | 10               | -8               | 0                | 0                | 2                  | -8                 | 0                  | 0                  | 26       | -27    | 0           | 0          |
| A. Turan         | 18               | 2                | 5                | 0                | 4               | 0               | 1               | 0               | 3                | 0                | 2                | 0                | 0                  | 0                  | 0                  | 0                  | 25       | 2      | 8           | 0          |
| T. Vermaelen     | 10               | 1                | 2                | 0                | 5               | 0               | 0               | 0               | 3                | 0                | 0                | 0                | 2                  | 0                  | 0                  | 0                  | 20       | 1      | 2           | 0          |
| A. Vidal         | 9                | 0                | 1                | 0                | 5               | 0               | 1               | 0               | 0                | 0                | 0                | 0                | 0                  | 0                  | 0                  | 0                  | 14       | 0      | 2           | 0          |